# Ronny Ritze
Ronny Ritze (* 1980 in Arnstadt) ist ein deutscher Journalist und Buchautor.

## Leben
Ronny Ritze wuchs im thüringischen Arnstadt auf. Er verließ die Schule mit Realschulabschluss. In den folgenden Jahren verfasste Ritze zahlreiche Texte, die von jugendlichem Eskapismus geprägt sind und häufig Sinnkrisen thematisieren. Seit 2014 ist Ritze als Schreibtrainer und Herausgeber tätig und setzt sich für Randgruppenliteratur ein. So tritt er unter anderem als Trainer in Strafvollzugs- und Jugendhilfeeinrichtungen in Erscheinung. Ein 2015 in der Jugendstrafanstalt Arnstadt entstandenes Buch greift die Biografien inhaftierter Jugendlicher auf.

## Veröffentlichungen
- Ronny Ritze: TextTäter, Knast oder Krieg. Garamond Verlag, Gera 2018, ISBN 978-3-946964-23-0.
- Ronny Ritze: Schwer gezeichnet, Jugend hinter Gittern. Anthologie, Garamond Verlag, Jena 2015, ISBN 978-3-944830-75-9.
- Ronny Ritze: Schlaflos: Die Logik des Rauschs. Format-Verlag, Gera 2015, ISBN 978-3-944829-46-3.
- Ronny Ritze; Kerstin Klare: Urlaubsgrüße aus Neuseeland. Format-Verlag, Gera 2015, ISBN 978-3-944829-39-5.
- Ronny Ritze: Voll verknallt: Herzschmerz und andere Katastrophen. epubli 2017, ISBN 978-3-7450-3453-0.
- Ronny Ritze: Der größte Schatz von Sansibar. tredition 2009, ISBN 978-3-86850-349-4.
- Texttäter, Leben hinter Gittern. Radiofeature, Radio F.R.E.I 2016.